# 中正式步枪
中正式步槍（英語：Chiang Kai-shek Rifle），為毛瑟1924年式步枪的中華民國授權生產版本，使用7.92×57mm尖頭毛瑟步槍彈。1935年由鞏縣兵工廠（兵工署第十一廠）生產，成為國民革命軍的制式步槍。後來逐漸取代各兵工廠生產的漢陽八八式步槍。

## 歷史

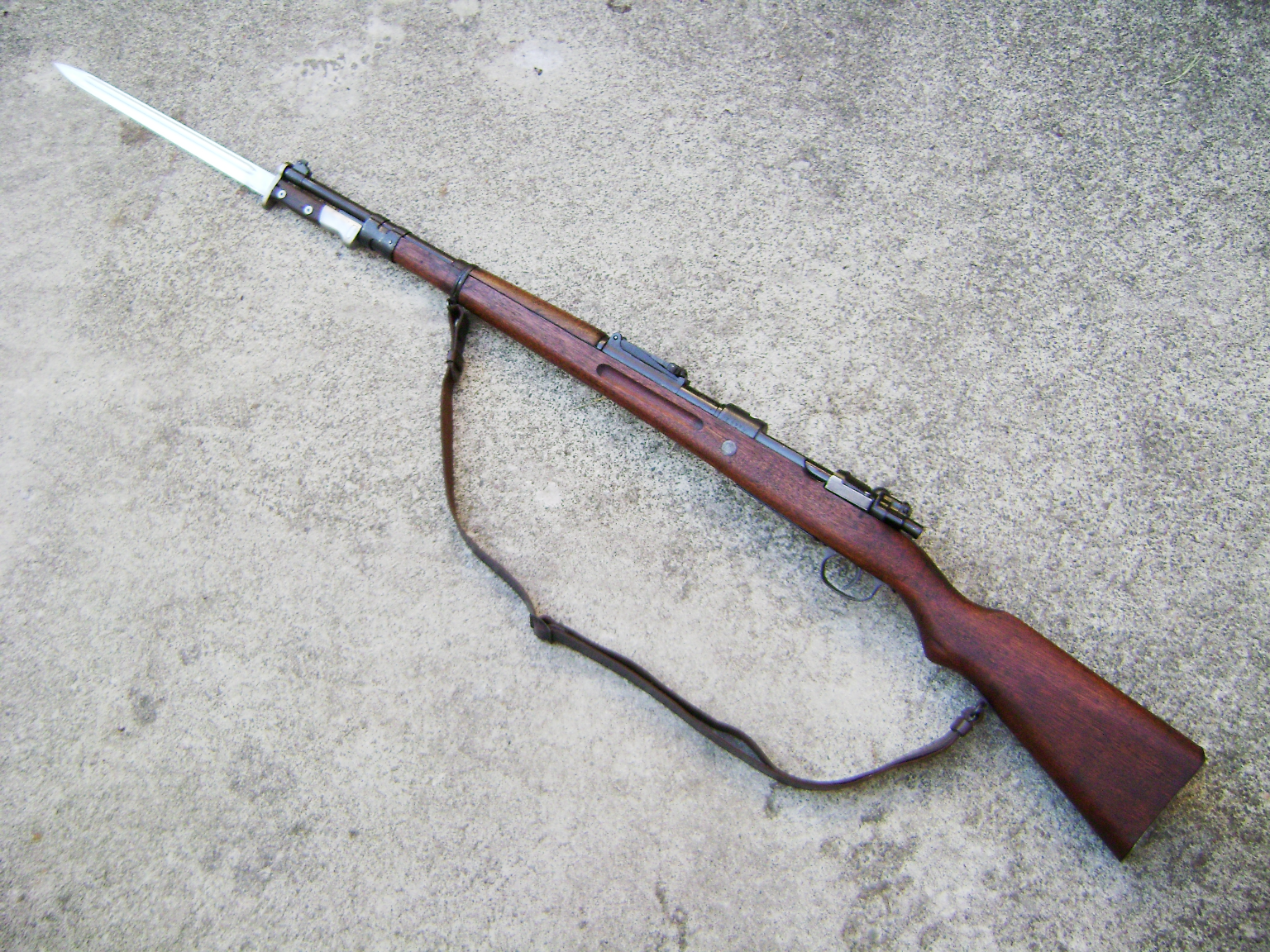
加上HY1935刺刀的中正式步槍

中正式步槍的製造起源要自1933年的國軍制式武器會議所做出的決定。這場會議主要是解決當時國民革命軍中武器五花八門的嚴重問題，在會議中決定採用毛瑟公司的毛瑟1924年式標準型步枪，相较当时的传统长槍管步枪而言，是在Gew 98步槍基础上，用600mm短枪管的卡賓槍概念代替740mm的全長枪管），子彈則沿用國內長期穩定量產的7.92×57毫米毛瑟彈降低後勤負擔；1934年國民政府财政部為稅警總團軍備需求向德國毛瑟公司訂購一萬支標準型步槍裝備，兵工署藉此透过当时財政部部長孔祥熙向毛瑟索取技術資料。在1934年時，財政部取得了標準型步槍的全套工作圖、用料表、檢驗樣板、對板圖，這批生產資料隨即交給生產四年式步槍的鞏縣兵工廠進行試製，但因為檢驗樣板為使用過的舊品，因此產製的試作品有部分誤差。
1935年，國民政府兵工署技術司向德國兵工署索討標準型步槍的全套技術資料，德國政府同意讓渡這批資料，中國方面派遣曾經在德國學習兵工的毛毅可赴德國將資料帶回。1935年7月，新型步槍開始試產。1935年（民國二十四年）8月，國民政府將新槍定名為“二四式步槍”，最初在枪身机匣上打上“二四式”印記。得名於當時的軍事委員長蔣中正，因此之後又定名為“中正式步騎槍”，枪身机匣打上“中正式”印記。
中正式與原版毛瑟標準型步槍不同之處，是它配賦刃長19英吋（484.5公厘）、全長575mm的刺刀，當時主流刺刀長度多在17英吋以下，中正式配備的刺刀尺寸是因應槍枝尺寸縮短後必須彌補的長度劣勢，在白刃戰與日本三八式步槍有一搏之餘地。1935年雙十節後，該槍正式開始大量生產。1937年兵工署在署長俞大維的领导下还制定《中正式步槍應用材料規範》，將製造圖、需求材料規格、加工技術完整記載，這是在洋務運動以來中國第一款生產不需仰賴外國技師協助即可製造的步槍，因此後人將中正式步槍当成是中國第一种採用統一规格的制式步槍，軍閥混戰期間中国军队武器繁杂的局面开始发生改变。到抗日战争爆发，巩县兵工厂因日军入侵遷廠而中断量產为止共生产了11万余支，有三間兵工廠迁往四川與廣西後调整製槍機械改製中正式步槍。在1949年停产时，中正式步槍产量达到70万支左右。在军队急需大量武器装备的战争期间，這個产量遠不及其他主要參戰工业化国家的產能，反映當時中國工業基础薄弱，外加上战乱兵工厂一再搬迁的影响。
到抗戰結束前中正式步枪成為國民革命軍陸軍的重要裝備，在抗日戰爭具有一定貢獻。國共內戰時國軍雖然武裝中有大量從投降日軍中繳獲的日製步槍及美國援華的步槍／衝鋒槍，但該些軍械因彈藥未能國產，因此使用上有諸多侷限，中正式步槍仍是国军重要的步兵装备。國軍來台時，因為使用大量援助及繳獲的武器，其部隊操作的步槍五花八門，中正式步槍失去國軍主力軍械的地位。因為美援恢復，美製的M1加蘭德步槍及M1卡賓槍成為國軍的主力步槍，仍在使用德規子彈的中正式，與美援輕武器採用的美規彈藥不兼容，由於國軍軍械美規化，缺乏彈藥產線的中正式步枪退出第一線部队，用於軍訓出操。
國共內戰後解放軍除了在戰場上繳獲以外還完整接收西南地區的軍工設備，因此有不少數量的中正式在中國人民解放軍中服役。在中國人民志願軍介入朝鲜战争前，其第五十軍仍配備中正式步枪6,111支，在解放軍部队退役後大批轉入民兵部隊中服役至1980年代，撥交民兵的中正式因彈藥全面蘇聯化之故，因此被改膛使用7.62×39mm子彈。

## 生产厂
中正式步枪初期僅有第十一廠（巩县兵工厂1938年改称）量產，但十一廠在抗戰初期因第二次遷廠期間遭空襲，步槍生產機具遭到重創，因此從湖南遷入四川後被迫停產中正式步槍，導致後來十一廠在步槍量產業務上消失，由其它兵工廠繼續承接中正式步槍量產任務。但因為兵工廠拆遷中進行機具交換，導致后世研究中正式步枪生产厂的混淆。
1937年6月的抗戰前夕，第二個量產中正式的兵工廠是兩廣事件後被收入南京政府管理的四一廠，它們將原有產製元年式步槍的製槍機具改製中正式，隨後四一廠內遷廣西，至1944年為止都持續中正式步槍量產。
接著第一兵工廠與第二一兵工廠在拆遷至西南地區後也逐步修改製槍機組改製中正式，但是它們的生產機具在內遷四川的過程中已進行調整，因此產能與戰前產製步槍能量相較有所差別。
第一兵工廠的機具在1938年6月武漢會戰前奉命拆遷至湖南辰溪，拆遷過程中，在1938年9月兵工署下令其製槍廠運往四川與先行遷入四川重慶二一兵工廠合併，自1939年起二一廠開始量產漢陽八八式步槍，直到1943年10月才完成機具改造量產中正式。而一廠後續也因戰爭內遷四川，但機具因棗宜會戰導致湖北與四川之間的航運中斷而分散，此時兵工署將十一廠的運入四川殘餘機具撥交給一廠，與一廠已遷入四川的生產機具拼整後在1942年7月開始量產中正式步槍。由於一廠和二一廠的機具調整，因此會有戰前不造步槍的二一廠卻成為抗戰期間的主力步槍生產廠，戰前以漢陽造為名的一廠產能區居二線的狀況。
为了使中正式步枪的制作标准化，国民政府在重庆二一厂下特成立二一厂技校（今重庆理工大学），对外化名“世继公学”，专门培训中正式步枪的研发制造管理人员。
抗戰後，國民政府將位於西南地區的兵工廠進行生產整理，將原先分散於三處的製槍廠通通併入二一廠。其他曾生产中正式步枪的厂家还有浙江铁工厂以及在台湾的六十厂（今205廠），此外各戰區的修械所或是游擊隊經營的小型兵工厂也仿制过中正式外形的步枪，但是其性能、作工与正規兵工產量產的中正式步枪相去甚远。

## 弹药问题

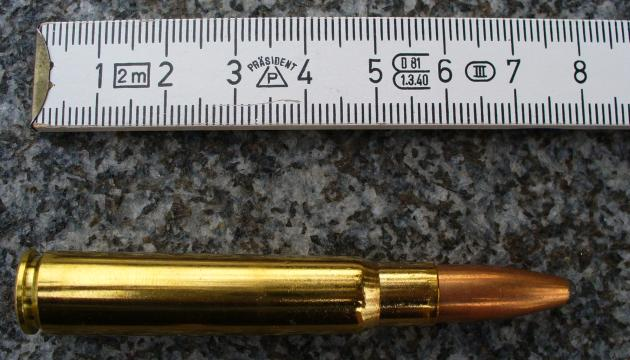
7.92x57mm毛瑟步槍彈

德国军方的射击试验表明，在短枪管的毛瑟标准型步枪上使用原有的采用154格令（9.98克）尖头弹的7.9mm S弹由于发射药（3.2克）过多会导致过大的枪口焰和冲击波，而采用198格令尖头弹的7.92mm sS弹（发射药2.85克）的枪口焰和冲击波只是比旧的长枪管标准步枪略大，适合在短枪管的标准型步枪上使用。因此7.92mm sS枪弹后来成为德军的标准步枪弹用于毛瑟Kar98k步枪。由此可见，同样使用7.92×57mm尖頭形毛瑟槍彈的中正式步枪也存在引进与之配套弹药的问题，配套弹药的问题使它在战场上的表现受到影响。

## 使用國
- 中華民國
- 中华人民共和国：繼承或繳獲自國民革命軍、中華民國國軍，朝鲜战争期間使用。
- 大日本帝国：第二次中日戰爭期間在日佔區的兵工廠內以「毛式步槍」（モ式小銃）的名義生產供日軍、汪兆銘政權和其他親日組織使用。
- ：由中華人民共和國供應，朝鲜战争期間使用。
- 滿洲國：由日本提供的「毛式步槍」。
- 泰國：由日本提供的「毛式步槍」。
- 越南：從撤退到越南的中華民國國軍步兵收繳，法越戰爭和越戰期間由多個勢力所使用。